# Lipovník (powiat Topolczany)
Lipovník – wieś (obec) na Słowacji, w kraju nitrzańskim, w powiecie Topolczany na Nizinie Naddunajskiej.